# Ливи, Кеннет
Кеннет Ливи (род. 1927) — американский музыковед и историк музыки.
В 1958 году приступил к работе в университете Брандейса, получив звание полного профессора в 1964 году и уже в 1959 году возглавив там кафедру музыки; впоследствии стал Манновским профессором музыки университета. В 1966 году перешёл на работу в Принстонский университет, 1 июля 1967 года сменив доктора Артура Менделя на должности заведующего кафедрой музыки. В мае 1983 года был награждён (совместно с Натали Девис) премией Бермана, называясь в газетной заметке об этом событии «всемирно известным музыковедом». Впоследствии стал Шильдовским профессором истории Принстонского университета.
Основные научные исследования Леви посвящены европейской средневековой и византийской музыке, преимущественно религиозной. Наиболее известные работы: The Byzantine Sanctus and Its Modal Tradition in East and West (1958—1963) и Gregorian Chant and the Carolingians (1988).